# NGC 4062
NGC 4062 este o emission-line galaxy⁠(d) situată în constelația Ursa Mare. A fost descoperită în 1787 de către William Herschel. Se află la o distanță de 14,72 megaparseci de Pământ.